# Hookeria acutifolia
Hookeria acutifolia är en bladmossart som beskrevs av W. J. Hooker och Greville 1825. Hookeria acutifolia ingår i släktet Hookeria och familjen Hookeriaceae. Inga underarter finns listade i Catalogue of Life.